# Parsons Memorial Lodge
Le Parsons Memorial Lodge est un édifice américain situé dans le comté de Tuolumne, en Californie, au sein des Tuolumne Meadows et donc du parc national de Yosemite. Construit en 1915 par le Sierra Club en l'honneur de l'un de ses membres, Edward Taylor Parsons, il est inscrit au Registre national des lieux historiques depuis le 30 avril 1979 et constitue un National Historic Landmark depuis le 28 mai 1987.